# MAD Studio

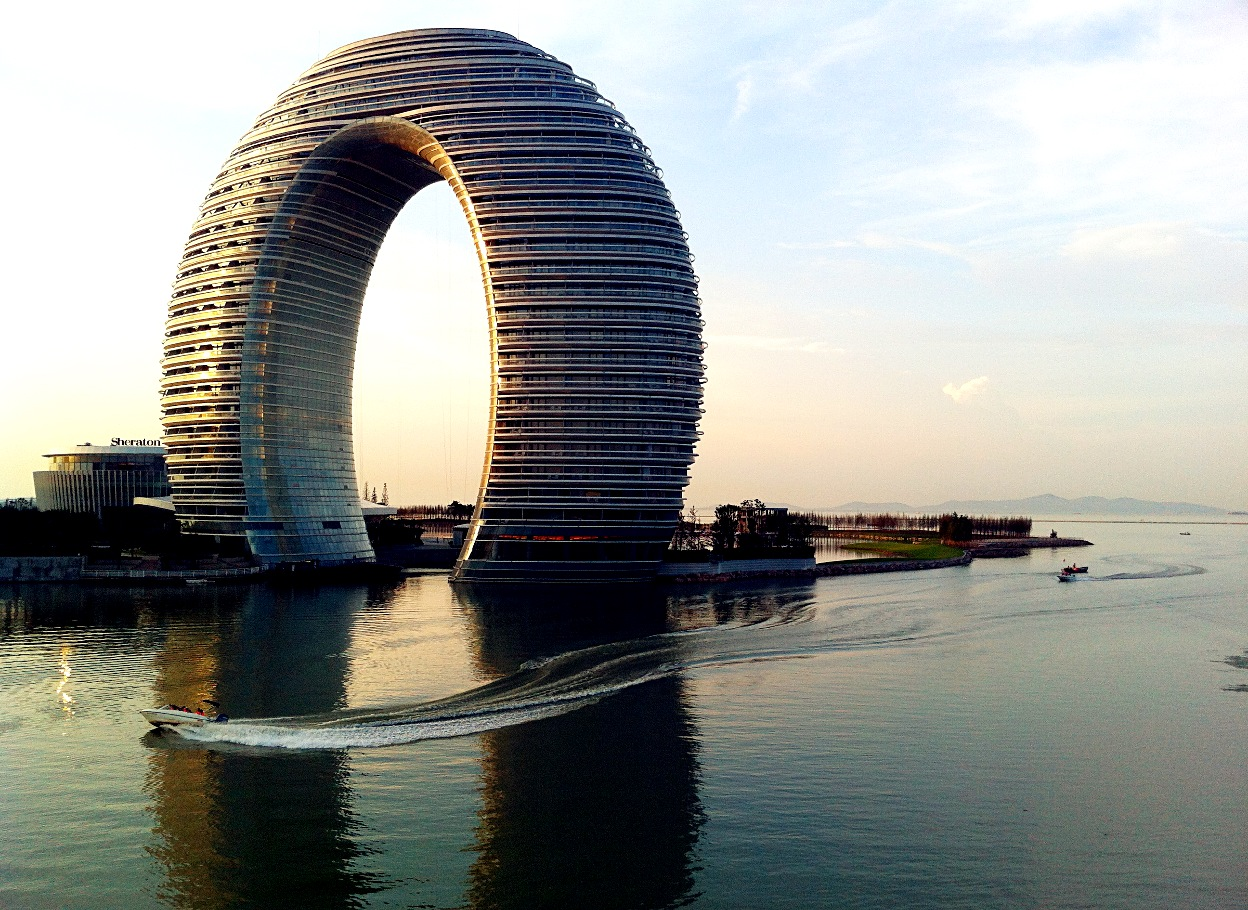
Hotel Sheraton Huzhou Hot Spring Resort, diseñado por los arquitectos de la firma MAD en 2012.

MAD, también conocido como MAD Studio o MAD Architects es un estudio de arquitectura que diseña arquitectura futurista basándose en una interpretación contemporánea del espíritu oriental de la naturaleza. Cuenta con una bóveda acristalada que mimetiza perfectamente con el entorno natural en el que se encuentra. 
Radicado en Pekín, China y en Tokio, Japón, MAD llamó la atención internacional en 2006, cuando se les encargó el diseño de dos torres residenciales en Mississauga, Canadá. 
Bajo la dirección de Ma Yansong, MAD ha finalizado la construcción de diez edificios de viviendas bastante integrados con el paisaje de los montes de Huangshan (montañas amarillas), en la provincia china de Anhui. Declarada Patrimonio de la Humanidad por la Unesco en 1990, por la belleza de sus picos de granito y sus bosques de coníferas. Allí se insertan las torres residenciales desiguales en niveles escalonados. El conjunto está conectado por caminos a través de las zonas verdes, que disponen de amplios balcones para disfrutar de las vistas.

## Proyectos residenciales
- Absolute Towers, 2006-2011 - Mississauga, Canadá
- Fake Hills (proyecto 2008) - Beihai, China
- Urban Forest (proyecto 2009) - Chongqing, China

## Proyectos culturales
- City & Art Museum, 2005-2011 - Ordos, China
- China Wood Sculpture Museum, 2009-2012 - Harbin, China

## Proyectos de conservación
- Hutong Bubble 32 (proyecto 2009) - Pekín, China

## Obras de arte
- Fish Tank, 2002
- Superstar, A mobile China Town, 2008

## Muestras
- 2011 Chinese Architectural Landscape, MAXXI, Roma
- 2011 Living, Louisiana Museum of Modern Art, Copenhague
- 2010 Rising East, New Chinese Architecture, Vitra Design Museum, Weil am Rhein, Alemania
- 2010 Feelings Are Facts, Olafur Eliasson+Ma Yansong, Ullens Center for Contemporary Art (UCCA), Pekín
- 2009 State Fair Guggenheim, Contemplating the Void: Intervenciones en el Guggenheim Museum, Nueva York
- 2008 Super Star, A Mobile China Town, Uneternal City, 11.ª Bienal de Arquitectura de Venecia
- 2008 China Design Now, Victoria and Albert Museum, Londres
- 2007 MAD IN CHINA, Danish Architecture Center (DAC), Copenhague
- 2006 MAD IN CHINA, Museo Diocesi, Venecia
- 2006 Bienal de Arte de Shanghái
- 2004 Primera Bienal de Arquitectura de Pekín, Museo Nacional de Arte de China